# Кальехас, Мариана
Мариана Инес Кальехас Онорес (исп. Mariana Inés Callejas Honores; 11 апреля 1932, Монте-Патрия — 10 августа 2016, Сантьяго) — чилийская писательница, ультраправая антикоммунистическая активистка и террористка, участница подпольной борьбы против правительства Альенде, пропагандистка ультраправой организации Родина и свобода. В первые годы правления хунты генерала Пиночета — сотрудница тайной полиции ДИНА. Задействовалась в террористических спецоперациях, была осуждена за убийство Карлоса Пратса. Известна как популярный автор художественных произведений, организовала литературную мастерскую в оперативном центре ДИНА. Жена Майкла Таунли.

## Искания молодости
Родилась в семье коммерсанта. Хавьер Кальехас, отец Марианы, унаследовал торговую фирму; Мария Онорес, мать Марианы, состояла в левоцентристской Радикальной партии. Под влиянием матери-интеллектуалки Мариана с детства увлекалась серьёзной литературой. В восьмилетнем возрасте, по её словам, прочитала роман Фёдора Достоевского Преступление и наказание.
Первый брак с еврейским юношей продлился четыре месяца. В школе симпатизировала учителю-еврею, прониклась идеями социалистического сионизма. После увольнения учителя бросила школу, порвала с семьёй, обратилась в иудаизм и в 1950 уехала в Израиль. Жила и работала в киббуце, наравне со всеми несла вооружённую патрульную службу. Не принимая тотального коллективизма, переселилась в мошав, где допускались индивидуалистические проявления. Некоторое время носила еврейское имя Анат. Вышла замуж за молодого агронома-американца Аллана Эрнеста.
В 1954, дабы избежать военной службы, Аллан Эрнест с Марианой перебрался в США. Супруги жили в Нью-Йорке, имели троих детей. Мариана Кальехас содержала дом, потом работала официанткой. Впоследствии она говорила, что в той жизни «не находила себя».
В 1960 Мариана Кальехас с дочерью, но без мужа вернулась в Чили. Сблизилась с богемной компанией художников и литераторов, сама писала рассказы. Познакомилась с американцем Майклом Таунли — сыном Вернона Таунли, директора чилийского филиала Ford. В 1961 вышла замуж за Таунли-младшего. В этом браке имела ещё двоих детей. Кальехас была на десять лет старше Майкла, его женитьба вызвала недовольство отца. Майкл и Мариана перебрались в США, обосновались во Флориде.
В Майами Майкл работал автомехаником. Мариана вступила в леворадикальную Новую партию, участвовала в акциях за легализацию марихуаны и против Вьетнамской войны. В 1970 Кальехас с трудом убедила Таунли вернуться в Чили для политической борьбы.

## В террористическом подполье
На чилийских президентских выборах 1970 победил марксист Сальвадор Альенде, кандидат левого блока Народное единство. В правящую коалицию входили Соцпартия, Компартия, движение МАПУ. Несмотря на недавние левые увлечения, Мариана Кальехас включилась в подпольную борьбу против правительства Альенде. Свои взгляды характеризовала как антикоммунистические и антиклерикальные. Идеологические установки явно происходили от выраженного индивидуализма Кальехас.
Самой активной и непримиримой антиправительственной организацией являлась ультраправая Родина и свобода (PyL). Кальехас встретилась с лидером PyL Пабло Родригесом, предложила сотрудничество и получила согласие. Её принял в штат редактор газеты Patria y Libertad Мануэль Фуэнтес Вендлинг. Впоследствии Фуэнтес Вендлинг писал, что «невысокая брюнетка в джинсах и куртке» была полезна организации, но её «невменяемый фанатизм, тяга к адреналину, извращённая страсть к приключениям» создавали много проблем.
Мариана Кальехас была талантливой пропагандисткой. Родригес высоко ценил её выступления на радио Liberación. Не меньшее, если не большее значение для PyL имел Майкл Таунли, безоглядно влюблённый и во всём помогавший жене. Квалифицированный техник, химик и электронщик Таунли помогал организовать подпольное радио, оснащал боевые группы, инструктировал по изготовлению и использованию коктейлей Молотова и самодельных взрывных устройств. Однако Таунли демонстративно пренебрегал техникой безопасности, с ним опасно было находиться в одном помещении. Кальехас с мужем игнорировали дисциплину, выдвигали нереалистичные проекты терактов, опасные для самой организации (предлагали, например, убийство Альенде взрывом президентского кортежа). При любом возражении самоуверенная Кальехас грозила «поговорить с Пабло». Сам Родригес в запале называл Кальехас с Таунли «парой умалишённых».
В марте 1971 Таунли устроил очередную диверсию в Консепсьоне и при этом убил случайного свидетеля. Результатом стали жёсткие полицейские преследования PyL. Пабло Родригес приказал, чтобы Таунли и Кальехас срочно покинули Чили. Кальехас требовала от Фуэнтеса крупной денежной выплаты (её манеру разговора Фуэнтес сравнивал с пулемётной очередью). При этом Кальехас напоминала о своих и мужа заслугах перед PyL. Родригес выдал 300 долларов — при условии, что оба уедут немедленно. Жена с мужем вновь перебрались в Майами.

## В тайной полиции
11 сентября 1973 правительство Альенде было свергнуто правым военным переворотом Аугусто Пиночета. Мариана Кальехас немедленно вернулась в Чили. Вскоре за ней последовал Майкл Таунли. Полковник Педро Эспиноса, начальник оперативного отдела пиночетовской тайной полиции ДИНА, знал об участии Таунли и Кальехас в PyL. Он предложил им службу в ДИНА. Супруги посчитали это за честь. Таунли получил в ДИНА оперативный псевдоним Андрес Уилсон, Кальехас — Мария Луиса Писарро. Вдвоём они подключились к Операции «Кондор» и Операции «Коломбо».

В «новом Чили» такая семья, как Таунли и Кальехас, являла собой свежий и современный идеал.

30 сентября 1974 Майкл и Мариана совершили резонансный теракт в аргентинском Буэнос-Айресе. Были убиты бывший командующий чилийской армией Карлос Пратс, известный сторонник Альенде, и его жена София Кутберт. Приказ отдал начальник ДИНА полковник Мануэль Контрерас с санкции председателя правительственной хунты генерала Пиночета. Взрывное устройство изготовил Таунли, привела его в действие Кальехас.
В 1975 они пытались ликвидировать Володю Тейтельбойма, Ортенсию Альенде, Карлоса Альтамирано. Но этот комплексный план провалился, ни одной задуманной акции не удалось совершить. 21 сентября 1976 Таунли участвовал в убийстве бывшего министра в правительстве Альенде Орландо Летельера и его секретарши Ронни Моффит. Расследование ФБР установило участие Таунли. Госдепартамент потребовали от чилийского правительства выдачи террориста.

## Оперативный дом и литературная мастерская
В оперативную работу Мариана Кальехас вносила черты богемного стиля, своеобразного интеллектуального романтизма. Сама Кальехас говорила, будто служба в ДИНА была «скучной и низкооплачиваемой», но она считала себя обязанной помогать мужу. Это, однако, не совпадает с большинством наблюдений. Активист «Родины и свободы» Мануэль Фуэнтес Вендлинг отмечал за Марианой Кальехас «извращённую тягу к приключениям, к адреналину, постоянное стремление двигаться вперёд». По его мнению, «гринго Таунли» покорно следовал за авантюристкой-женой. Для Марианы Кальехас террористическая деятельность в ДИНА создавала источник литературного вдохновения.
После убийства Пратса и Кутберт чилийские власти предоставили чете Таунли—Кальехас трёхэтажный дом в Ло-Курро, элитном районе Сантьяго (поблизости был спроектирован частный дом генерала Пиночета). Здесь расположился один из оперативных центров ДИНА с казармой и химико-технической лабораторией для производства отравляющих газов и взрывчатых веществ. В этом доме останавливались иностранные партнёры ДИНА. Среди них были кубинский антикастровский эмигрант Вирхилио Пас (арестован вместе с Таунли) и итальянский неофашист Стефано Делле Кьяйе (организатор нападения на представителя чилийской христианско-демократической оппозиции Бернардо Лейтона). Впоследствии Кальехас высказывала недовольство грубыми манерами кубинца и итальянца.
На нижнем этаже и в гараже велись допросы, применялись пытки, совершались убийства. Известен случай, когда Таунли ночью спустился вниз, чтобы попросить тишины — дети не могли заснуть из-за криков избиваемого испанского дипломата Кармело Сориа. ДИНА заподозрила Сориа в связях с коммунистическим подпольем, он был похищен, допрошен и убит.
На втором этаже находились электромеханическая мастерская Таунли и кабинет его секретарши Роксаны. Третий этаж предназначался для семьи. Мариана Кальехас устроила себе кабинет для литературной работы, писала рассказы, обрела литературное имя. По её словам, именно литературную деятельность она считала главной, тогда как службу в ДИНА — досадной необходимостью.
В доме сложился литературный салон-мастерская. Здесь бывали известные чилийские писатели, деятели культуры и науки — Никанор Парра, Энрике Лафуркаде, Гонсало Контрерас, Карлос Франс, Карлос Итурра. Парра и Лафуркаде уже были известными писателями, Контрерас, Франс, Итурра участвовали в мастер-классах. На обеде у Марианы Кальехас побывал Хорхе Луис Борхес.
Первым широко известным произведением Марианы Кальехас стал рассказ ¿Conoce usted a Bobby Ackermann? — Вы знаете Бобби Акермана? о жизни еврейского портного. В 1975 Кальехас была присуждена литературная премия. В 1980 вышел сборник La Noche larga — Долгая ночь, в котором особый резонанс вызвал рассказ с описанием террористической спецоперации (взрыв автомашины) и духовным оправданием персонажа-убийцы. В 1981 издан роман Los puentes — Мосты, в 1983 — роман-воспоминание Sembrando vientos — Сеявшие ветры. Автор художественно изложила своё видение работы в ДИНА. По созвучию женского имени с аббревиатурой ведомства Мариана Кальехас получила прозвище «Escritora de la Dina — писательница Дина».
На протяжении 1980-х Мариана Кальехас жила в доме в Ло-Курро. Периодически общалась с прессой. Интервьеры отмечали запущенное состояние дома и сада после ухода тайной полиции.

## Арест мужа и отчисление из спецслужбы
Убийство Орландо Летельера, совершённое под руководством Майкла Таунли, стало первым терактом иностранной спецслужбы в столице США. ФБР оперативно расследовало преступление. США жёстко потребовали от чилийских властей выдачи Майкла Таунли и его сообщников. Не желая осложнять дополнительно отношения с Вашингтоном, генерал Пиночет санкционировал экстрадицию. В 1978 Майкл Таунли был доставлен в США, где предстал перед судом. 
Руководители спецслужбы СЕНИ (орган-преемник ДИНА) не признавали Таунли своим сотрудником. Они утверждал, что не отвечают за действия агентов ЦРУ. Мариана Кальехас всеми силами пыталась помочь мужу, даже пригрозила Пиночету, что предаст гласности серьёзный компромат. Однако ей ничего не удалось добиться. Таунли был экстрадирован в США. Задействование Кальехас в чилийской тайной полиции на этом прекратилось.
Майкл Таунли отбыл шесть лет в американской тюрьме. В обмен на ценную информацию был освобождён и живёт под программой защиты свидетелей. Регулярной связи с мужем Мариана Кальехас не поддерживала, хотя побывала на суде и виделась с Таунли после освобождения. Общалась с пятью детьми, имела восьмерых внуков и правнука.

## Суд и кончина
На допросах американского следствия Майкл Таунли назвал имя Марианы Кальехас (впоследствии он говорил, будто не ожидал, что эти показания получат ход). В частности, он рассказал, как именно она привела в действие взрывное устройство при убийстве Пратса. С 1990, когда Чили вернулась к гражданскому правлению, правоохранительные органы предъявили Кальехас обвинения в терактах и убийствах. Первый арест состоялся в 1993, несколько месяцев она провела в заключении. В тюрьме продолжала писать.
Аргентинский суд требовал экстрадиции, поскольку убийство Пратса было совершено в Буэнос-Айресе. В этом чилийские инстанции отказали, но в 2003 71-летняя Мариана Кальехас была взята под домашний арест и предстала перед судом. Вину она не признавала. Демонстрировала независимость и спокойное безразличие к судебному преследованию. Высказывала сожаления в связи с трудным характером мужа, тяжёлым положением детей, вынужденных защищать её от обвинений, подрывом своей литературной репутации. Прежние друзья-писатели, за исключением Карлоса Итурры, стали чураться Кальехас. Осуждала тех, кто «благоразумно прошёл путь от сторонников военного правительства тогда до яростных противников теперь».
В 2008 суд признал Мариану Кальехас виновной в убийстве Карлоса Пратса и приговорил к 20 годам заключения. Апелляционный суд подтвердил приговор. В 2010 Верховный суд Чили отменил первый вердикт и приговорил Кальехас к 5 годам заключения. Срок наказания она отбывала под домашним арестом. Скончалась 84-летняя Мариана Кальехас в доме для престарелых Лас-Кондеса уже юридически свободной.

## Память и оценки
История Марианы Кальехас и Майкла Таунли легла в основу нескольких литературных произведений, кинофильмов, театральных постановок. В 2008 уругвайский режиссёр Эстебан Шредер снял фильм Matar a todos — Убить всех (в роли Кальехас — Мария Искьердо). В 2018 вышел чилийский сериал Mary & Mike — Мари и Майк (постановка Хулио Хоркеры и Эстебана Ларраина, в роли Кальехас — Мариана Лойола). К образу Марианы Кальехас обращались чилийские писатели Роберто Боланьо (Nocturno de Chile — Чилийский ноктюрн), Педро Лемебель (Las orquídeas negras de Mariana Callejas — Чёрные орхидеи Марианы Кальехас). Карлос Итурра, сохранивший позитивное отношение к Кальехас, посвятил ей рассказ Caída en disgrace — Пасть в позор в сборнике Crimen y perdón — Преступление и прощение. Драматург Нона Фернандес поставила пьесу El taller — Мастерская о зловещем доме в Ло-Курро.
Мариана Кальехас у многих вызывает отторжение как сотрудница репрессивной службы диктаторского режима, ответственная за убийство. Её действия часто объясняются не идеологией, а всепоглощающим эгоцентризмом, гордостью и тщеславием. При своей «ауре мистической чистоты», показной доброте и искренности, она была готова на самые жестокие преступления ради собственных духовно-интеллектуальных изысков. Но даже противники признают Кальехас сильной и яркой личностью, талантливым литератором. Её книги считаются серьёзным вкладом в чилийскую литературу. Мариану Кальехас называли «роковой женщиной Холодной войны».